# Neurotic World of Guilt
Neurotic World Of Guilt – trzeci album studyjny studyjny krakowskiej grupy Thy Disease. Wydawnictwo ukazało się 28 maja 2004 roku nakładem wytwórni muzycznej Metal Mind Productions. Nagrania zostały zarejestrowane w krakowskim Lynx Music Studio w grudniu 2003 roku.

## Lista utworów
Opracowano na podstawie materiału źródłowego.
1. "The Feast" (sł. Psycho, muz. Yanuary, Cube) - 4:14
2. "Spawn" (sł. Psycho, muz. Yanuary, Cube) - 3:41
3. "Mean, Holy Species" (sł. Psycho, muz. Yanuary, Cube) - 4:20
4. "Mother Death" (sł. Psycho, muz. Yanuary, Cube) - 3:09
5. "Humans Dust" (sł. Psycho, muz. Yanuary, Cube) - 4:19
6. "Hollowed Being" (sł. Psycho, muz. Yanuary, Cube) - 5:34
7. "Neurotic World of Guilt: Dissected God" (sł. Psycho, muz. Yanuary, Cube) - 3:48
8. "Neurotic World of Guilt: Slaved Sorrow" (sł. Psycho, muz. Yanuary, Cube) - 3:11
9. "Neurotic World of Guilt: Shame" (sł. Psycho, muz. Yanuary, Cube) - 7:16

## Twórcy
Opracowano na podstawie materiału źródłowego.
| - Michał "Psycho" Senajko – wokal prowadzący - Dariusz "Yanuary" Styczeń – gitara rytmiczna, gitara prowadząca - Marek "Marcotic" Kowalski – gitara basowa - Jakub "Cube" Kubica – instrumenty klawiszowe | - Maciej "Darkside" Kowalski – perkusja - Jarosław Baran – mastering - Michał "Czecza" Czekaj – okładka, oprawa graficzna - Goplana – zdjęcia |